# 本多忠居
本多 忠居（ほんだ ただおき）は、江戸時代中期から後期にかけての大名。播磨国山崎藩の第6代藩主。官位は従五位下大和守。政信系本多家7代。

## 略歴
第5代藩主・本多忠可の長男として誕生。母は本多忠辰の娘・熊姫（本多忠堯の養女で異母妹）。幼名は権次郎。
天明8年（1788年）、父の隠居により跡を継ぐ（隠居はなかったともいわれる）が、寛政6年（1794年）に父が死去するまでは実権は父が握っていた。寛政6年（1794年）から藩政を執るが、聡明な父と違って暗愚だった。翌寛政7年（1795年）11月12日、父の時代に改革を成功させた功臣である佐藤善五右衛門を、己の面前で藩士に斬り捨てさせた。これは、佐藤が生きている限り藩政を完全に掌握できないことと、先代における佐藤の功績を嫉妬した一派が忠居に讒言し、それを受け入れたためと言われているが、佐藤はこれが原因で3日後に世を去った。その後、大番頭となったが、文化5年（1808年）に将軍・徳川家斉に対して不敬な態度を取ったため、家斉の怒りを買って奉公する必要なしとまで言われた。
このため文化9年（1812年）10月18日、病気を理由に家督を次男の忠敬に譲って隠居した。文政2年（1819年）2月14日に49歳で死去した。法号は憲隆院前和州宰吏誉至誠忠道大居士。墓所は東京都江東区三好の雲光院。
忠可の時代に再建された財政は、この忠居の時代に再び破綻している。

## 系譜
- 父：本多忠可（1741-1795）
- 母：熊姫 - 本多忠堯の養女、本多忠辰の娘
- 正室：松平乗温の娘
- 継室：堀直教の養女 - 堀直泰の娘
  - 四男：本多忠鄰（1811-1874） - 本多忠敬の養子
- 生母不明の子女
  - 次男：本多忠敬（1793-1850）
  - 三男：本多忠告
  - 女子：木下某室